# Claire Hamill
Josephine Claire Hamill (* 4. srpna 1954 Port Clarence, County Durham, Anglie) je britská zpěvačka-písničkářka. Vedle sólové kariéry spolupracovala s Wishbone Ash a kytaristou skupiny Yes, Steve Howem.

## Hudební kariéra
Claire Hamill působí na hudební scéně od svých 17 let. V roce 1971 se stala jednou z prvních britských zpěvaček-písničkářek a mnoha kritiky byla srovnávána s Joni Mitchell.
Jejím debutovým albem bylo One House Left Standing, na jehož obalu byla zpěvačka na pozadí její rodné město. Brzy poté se vydala na první turné po Spojeném království, jako podpora Johna Martyna. V roce 1973 doprovázela na turné po USA skupiny Procol Harum a Jethro Tull. Po skončení turné se vrátila do Británie, aby natočila své nové album October ve studiu Manor Studio Richarda Bransona v Oxfordshire, ve kterém Mike Oldfield vytvořil své album Tubular Bells. Po té pokračoval na turné se skupinou King Crimson.
V roce 1973 potkala Ray Daviese z Kinks, se kterým podepsal smlouvu u jeho značky Konk a vydala zde své třetí album Stage Door Johnnies album, které obsahovalo její první písničky předělávky. V témže roce jezdila po druhém americkém turné a ve Spojeném království s Gilbertem O'Sullivanem. Nakonec nahrála u značky Konk své poslední album 70. let, nazvané Abracadabra.
Začátkem 80. let spolupracovala s Wishbone Ash, kdy se objevila jako host na jejich albech Just Testing (1980) a Number the Brave (1981), doprovodila je též na turné1981/82. Jako host se znovu objevila na albu Bare Bones z roku 1999.

## Diskografie
- 1971: One House Left Standing
- 1973: October
- 1974: Stage Door Johnnies
- 1975: Abracadabra
- 1984: Touchpaper
- 1986: Voices
- 1988: Love in the Afternoon
- 1997: Summer
- 2004: The Lost & the Lovers
- 2007: The Minor Fall the Major Lift: the Best of Josephine Claire Hamill
- 2015: When Daylight Arrives